# Beto (portar)
António Alberto Bastos Pimparel (n. 1 mai 1982, Lisabona, Portugalia), cunoscut ca Beto, este un fotbalist portughez care evoluează la clubul portughez Sporting CP. A jucat și în România la CFR Cluj, echipă cu care a câștigat campionatul în sezonul 2011-2012.